# Celda Solar Graetzel

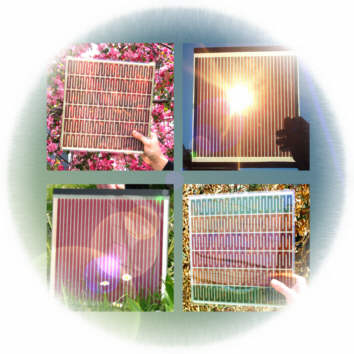
Células de pigmento fotosensible o células Grätzel.

La celda solar Graetzel, también conocida como célula solar sensibilizada por colorante (en inglés: dye-sensitized solar cell, DSSC, DSC o DYSC), produce electricidad mediante un principio foto-electro-químico, cambiando la energía lumínica en energía eléctrica. Son celdas solares de bajo costo pertenecientes a las células solares de películas finas. Esta se conforma de un semiconductor formado entre un ánodo foto sensible y un electrolito. La celda tiene propiedades bastante atractivas ya que además de ser de bajo costo, es muy fácil de crear, semiflexible, semitransparente o incluso transparente totalmente en aquellas diseñadas últimamente. En la práctica el uso de esta celda muestra ciertos inconvenientes como son el desgaste del electrolito o el ánodo en el uso a ciertas condiciones ambientales. Sin embargo, aunque su eficiencia de conversión de energía es menor que la de los paneles solares basados en silicio, estos presentan una mejora en cuestión de precio de fabricación, por lo que se convierte en un mejor candidato de distribución en masa. En la Unión Europea se busca hacer uso mayoritario de este tipo de energías renovables para 2020.

## Origen
La versión moderna de la celda Grätzel fue originalmente co-inventada en 1988 por los químicos Brian O'Regan, estadounidense, y Michael Grätzel, suizo, en la UC Berkeley  y este trabajo fue desarrollado más tarde por los científicos mencionados en la École Polytechnique Fédérale de Lausanne hasta la publicación del primer DSSC de alta eficiencia en 1991. Michael Grätzel ha sido galardonado en 2010 con el Premio de Tecnología del Milenio por esta invención.
Después de haber perdido un electrón la molécula del tinte se encuentra oxidada, es decir, tiene un electrón menos que antes. La molécula del tinte recupera su estado inicial cuando el electrón es reinyectado a través del electrodo simple. De esta manera el proceso se transforma en un ciclo que genera una corriente eléctrica.

## Construcción

Células de pigmento fotosensible.

En el caso del diseño original la celda contenía tres partes primarias. En la parte superior de una placa hay un ánodo transparente hecho con flúor dopado de dióxido de estaño (SnO2.F), en la parte inferior de la placa se encuentra una capa delgada de  dióxido de titanio (TiO2) que es una estructura altamente porosa que cubre una gran área superficial. El TiO2 es capaz de absorber una fracción de los fotones emitidos por el sol (aquellos con una longitud de onda perteneciente la UV). Posteriormente se sumergen en un colorante fotosensible (originalmente rutenio-polipiridina) y un disolvente. Después de un tiempo una parte del colorante se queda enlazado covalentemente a la superficie de TiO2. Otra placa se cubre con un electrólito de Iodo encima de una capa conductora, típicamente un metal de platino (el cual  funciona como catalizador). Ambos electrodos se sellan para prevenir fugas del electrolito. De esta manera el TiO2 es capaz de transformar la energía UV en energía eléctrica. El dióxido de titanio se ha convertido en el semiconductor por excelencia en esta área. Este compuesto tiene muchas ventajas para sensibilizar fotoquímicamente y fotoelectroquímicamente. Es un material de bajo coste, fácil de obtener, no es tóxico y es  biocompatible.

## Mecanismo de la celda solar Graetzel
El funcionamiento de estas celdas se puede resumir en las siguientes tres etapas:
1. Interacción entre el sol y la sustancia colorante.
2. Interacción entre la sustancia colorante y el semiconductor.
3. Retorno de los electrones a la celda para completar el circuito eléctrico.

La luz solar entra a través de la placa transparente de SnO2-F interactuando con el colorante. El colorante absorbido sobre la capa del material semiconductor (TiO2) interactúa con la luz visible proveniente del sol. Algunos electrones perteneciente al colorante reciben una cantidad de energía tal que les permite desplazarse entre el sistema. De esta manera los electrones son inyectados directamente en la banda de conducción del dióxido de titanio, de donde por difusión estos se desplazaran hacia el cátodo. Finalmente los electrones se dirigen hacia el electrodo positivo (catalizador) en donde son transportados por la solución electrolítica de vuelta al colorante para así recuperar su estado inicial.

## Eficiencia
Se han usado diversas estrategias para caracterizar a las celdas solares. La más común es la cantidad de energía eléctrica producida en respuesta a una cantidad determinada de energía solar. Expresado como un porcentaje conocido como eficiencia de conversión solar. En cuestiones de eficiencia cuántica las celdas solares Graetzel son extremadamente eficientes. Debido a la alta probabilidad de que un fotón sea absorbido en la nanoestructura, además de que los colorantes son muy eficientes en convertir los fotones absorbidos en electrones libres. Sin embargo, la mayor parte de la pérdida energética se debe a la conductividad del TiO2 o a perdidas ópticas en la parte frontal del electrodo. 
En el 2006 investigadores desarrollaron Celdas Solares Graetzel con una eficiencia de 11%. Esto se debe a que han logrado desarrollar un filme súper delgado de nanopartículas de TiO2 el cual permite un mayor paso de electrones por su banda de conductividad. En el 2013 científicos de la Escuela Politécnica Federal de Lausana (EPFL) lograron obtener una eficiencia de 15% usando un material de estructura de perovskita (CaTiO3) como recolector de luz y un material de transporte de huecos orgánico como reemplazo para el electrolito. Esto implica depositar un material de perovskita directamente sobre una película de óxido metálico. El problema es que la adición de todo el material  y sus interacciones causan una variación en la morfología y en su eficiencia al variar las condiciones como temperatura, lo que  causa una variación en su eficiencia y lo hace difícil de usar en aplicaciones de uso diario. El problema pudo resolverse al aplicar un enfoque de dos etapas una parte de la perovskita se deposita en los poros del andamio de metal -óxido. En segundo lugar, la parte depositada se expone a una solución que contiene el otro componente de la perovskita . Cuando las dos partes entran en contacto, reaccionan instantáneamente y se convierten en el pigmento sensible a la luz completa , lo que permite mucho mejor control sobre la morfología de la célula solar.

## Ventajas
Otras tecnologías de filmes delgados usualmente tiene de un 5% a un 13% de eficiencia, mientras que los paneles solares de silicio tradicionales operan entre 14% y 17%. Esto convierte a las celdas solares Graetzel en una gran opción para reemplazar las tecnologías existentes en aplicaciones donde no se requiera una gran cantidad de absorción de energía y se pueda aprovechar su flexibilidad y bajo peso. Como en paneles solares en ventanas o techos. Además, las celdas de silicio tradicionales requieren una protección de elementos en el ambiente y de incrementos de temperatura, típicamente se encapsulan dentro de una caja de cristal, con un metal en la parte inferior capaz de soportar la celda y reducir la temperatura dentro de ella. Mientras que las celdas Graetzel solo se construyen con una capa delgada de plástico conductor en la parte frontal, permitiéndoles radiar el calor mucho más fácil y operar de esa manera a temperaturas donde no estén expuestas a sufrir daños.

## Desventajas
La mayor desventaja de estas celdas es el uso del electrolito líquido el cual tiene problemas de estabilidad con respecto a cambios de temperatura. A temperaturas muy bajas el electrolito puede congelarse de manera que los electrones no se puedan mover a las bandas de conducción, teniendo menor eficiencia y potencialmente tener un daño físico en la celda permanentemente. A temperatura altas el líquido se expande, lo que vuelve difícil sellar los paneles de manera correcta. Otro inconveniente es que la solución electrolítica contienes compuestos orgánicos volátiles (COV o VOC por sus siglas en inglés), solventes que deben ser sellados cuidadosamente ya que son peligrosos para el ser humano y el medio ambiente. Actualmente se ha intentado reemplazar el electrolito líquido por algún cristal o sales fundidas solidificadas, pero estos sufren de degradación además de que no son flexibles.